# Mikołaj Andrzej Rudomina Dusiacki
Mikołaj Andrzej Rudomina Dusiacki herbu Trąby – marszałek brasławski w latach 1765–1769, cześnik brasławski w latach 1758–1765, stolnik brasławski w 1754 roku, podstarości brasławski w latach 1754-1761.
Poseł województwa wileńskiego na sejm koronacyjny 1764 roku.